# Kenny Carr
Kenneth Alan Carr (Washington D.C., 15 augustus 1955) is een voormalig Amerikaans basketballer. Hij won met het Amerikaans basketbalteam de gouden medaille op de Olympische Zomerspelen 1976.

## Carrière
Carr speelde voor het team van de North Carolina State University (NC State Wolfpack) van 1974 tot 1977. Tijdens de Olympische Spelen in 1976 speelde hij 6 wedstrijden, inclusief de finale tegen Joegoslavië. Gedurende deze wedstrijden scoorde hij 41 punten. In de NBA draft van 1976 werd hij als zesde gekozen door de Los Angeles Lakers. Hij speelde twee seizoenen voor de Lakers voordat hij in oktober 1979 geruild werd naar de Cleveland Cavaliers voor twee draftkeuzes.
In februari 1982 werd hij samen met Bill Laimbeer geruild naar de Detroit Pistons voor Phil Hubbard, Paul Mokeski en twee draftkeuzes. In juni 1982 werd hij alweer terug geruild ditmaal naar de Portland Trail Blazers voor een draftkeuze. Hij stopte met spelen na het seizoen 1986/87 nadat hij in januari 1987 een zware blessure had opgelopen. Na zijn carrière als speler begon hij een eigen bedrijf genaamd Carr Construction.

## Erelijst
- Olympische Spelen 1976
- Nummer 32 teruggetrokken door de NC State Wolfpack
- DeMatha Catholic High School Hall of Fame: 1998

## Statistieken

### Regulier seizoen
| Seizoen  | Team                   | WG  | WS  | MPW  | 2P%  | 3P%  | FW%   | RPW  | APW | SPW | BPW | PPW  |
| -------- | ---------------------- | --- | --- | ---- | ---- | ---- | ----- | ---- | --- | --- | --- | ---- |
| 1977/78  | Los Angeles Lakers     | 52  | —   | 14,1 | 44,4 | —    | 64,7  | 4,0  | 0,5 | 0,3 | 0,3 | 6,2  |
| 1978/79  | Los Angeles Lakers     | 72  | —   | 16,0 | 50,0 | —    | 60,6  | 4,1  | 0,8 | 0,5 | 0,4 | 7,4  |
| 1979/80  | Los Angeles Lakers     | 5   | —   | 11,4 | 43,8 | —    | 100,0 | 3,4  | 0,2 | 0,4 | 0,2 | 3,2  |
| 1979/80  | Cleveland Cavaliers    | 74  | —   | 24,1 | 49,3 | 0,0  | 65,5  | 7,7  | 1,0 | 0,9 | 0,7 | 12,3 |
| 1980/81  | Cleveland Cavaliers    | 81  | —   | 32,3 | 51,1 | 0,0  | 71,4  | 10,3 | 2,4 | 0,9 | 0,5 | 15,2 |
| 1981/82  | Cleveland Cavaliers    | 46  | 42  | 32,2 | 51,7 | 11,1 | 65,9  | 8,6  | 1,4 | 1,3 | 0,3 | 15,0 |
| 1981/82  | Detroit Pistons        | 28  | 6   | 15,9 | 45,8 | 0,0  | 64,6  | 4,9  | 0,8 | 0,2 | 0,2 | 7,4  |
| 1982/83  | Portland Trail Blazers | 82  | 26  | 28,4 | 50,5 | 33,3 | 69,7  | 7,2  | 1,4 | 0,8 | 0,5 | 12,0 |
| 1983/84  | Portland Trail Blazers | 82  | 57  | 29,9 | 56,1 | 0,0  | 67,3  | 7,8  | 1,9 | 0,8 | 0,4 | 15,6 |
| 1984/85  | Portland Trail Blazers | 48  | 30  | 23,3 | 52,3 | 0,0  | 72,0  | 6,7  | 1,2 | 0,5 | 0,4 | 10,4 |
| 1985/86  | Portland Trail Blazers | 55  | 31  | 28,3 | 49,8 | 0,0  | 68,7  | 8,9  | 1,3 | 0,7 | 0,5 | 11,1 |
| 1986/87  | Portland Trail Blazers | 49  | 43  | 29,4 | 50,4 | 0,0  | 74,6  | 10,2 | 1,7 | 0,6 | 0,3 | 10,8 |
| Carrière | Carrière               | 674 | 235 | 25,5 | 51,0 | 7,9  | 68,4  | 7,4  | 1,4 | 0,7 | 0,4 | 11,6 |

### Play-offs
| Seizoen  | Team                   | WG | WS | MPW  | 2P%  | 3P% | FW%  | RPW  | APW | SPW | BPW | PPW  |
| -------- | ---------------------- | -- | -- | ---- | ---- | --- | ---- | ---- | --- | --- | --- | ---- |
| 1977/78  | Los Angeles Lakers     | 2  | —  | 8,5  | 33,3 | —   | —    | 2,0  | 0,0 | 0,5 | 0,0 | 3,0  |
| 1978/79  | Los Angeles Lakers     | 8  | —  | 14,6 | 54,3 | —   | 62,5 | 2,1  | 0,5 | 0,5 | 0,3 | 5,4  |
| 1982/83  | Portland Trail Blazers | 7  | —  | 24,4 | 43,3 | —   | 78,3 | 7,3  | 1,4 | 0,4 | 0,7 | 10,0 |
| 1983/84  | Portland Trail Blazers | 5  | —  | 36,0 | 52,5 | —   | 63,2 | 7,0  | 1,2 | 0,4 | 0,4 | 14,8 |
| 1984/85  | Portland Trail Blazers | 9  | 9  | 29,4 | 52,6 | 0,0 | 80,0 | 7,8  | 1,1 | 0,3 | 0,2 | 12,9 |
| 1985/86  | Portland Trail Blazers | 4  | 4  | 35,8 | 57,1 | 0,0 | 73,3 | 13,3 | 1,8 | 1,3 | 0,3 | 14,8 |
| Carrière | Carrière               | 35 | 13 | 25,5 | 51,2 | 0,0 | 72,9 | 6,6  | 1,1 | 0,5 | 0,3 | 10,5 |